# El Olivar (Málaga)
El Olivar es un barrio perteneciente al distrito de Churriana de la ciudad andaluza de Málaga, España. Según la delimitación oficial del ayuntamiento, limita al oeste con el barrio de Wittenberg; al norte, con los terrenos no urbanizados de la finca de Santa Tecla, que lo separan de los barrios de La Casita de Madera y Los Paseros; al este, con la N-340, que lo separa de los terrenos del antiguo Campamento Banítez; y al sur, con el término municipal de Torremolinos.
Ninguna línea de autobús de la EMT alcanza los límites del barrio. 